# 阮福綿定

阮福綿定畫像

阮福綿定（越南语：／，1810年8月5日—1886年11月5日），初名阮福宴（越南语：／），字明靜（越南语：／），號東池（越南语：／），越南阮朝明命帝第三子，生母嘉妃范氏雪，越南詩人。

## 生平
阮福綿定生於嘉隆九年七月六日（1810年8月5日），嘉隆帝阮福映賜名阮福宴。3歲時，生母嘉妃去世，阮福綿定由祖母順天高皇后陳氏璫撫養。明命初年，和皇長兄阮福綿宗一起出閣讀書，博覽群書，擅長應制詩。明命四年（1823年），建府邸於京城之左，以便奉侍。明命十一年（1830年），受封為壽春公（越南语：／）。同年秋，明命帝下令設置宗人府，命壽春公擔任宗人府右宗正。明命帝在位期間，多次出巡，每次都令壽春公留守京城。
紹治二年（1842年）春，壽春公隨紹治帝前往河內接受清廷使者冊封。冊封典禮當天，清使寶青乘坐轎子直入朱雀門，候接官未能阻止。壽春公正色呵止。事後受到紹治帝嘉獎，賞白玉佩一面，上刻特異眷庥四字。紹治五年（1845年）夏，紹治帝御製賜諸公分房字部以明嗣胤，壽春公獲賜水字部。
嗣德十八年（1865年），嗣德帝以壽春公年尊德邵，免其日常趨拜，上朝時可以乘坐軟轎至日精門外，以示優禮。該年改攝尊人府左尊正。嗣德二十七年（1874年），晉封壽春郡王（越南语：／）。與壽春郡王同時晉封郡王的還有寧順公阮福綿宜。二人上疏請辭郡王之爵，“本朝大定以來，親藩未有生封王爵。況邊方多事之秋，上心宵旰不遑，節蒙預議，國計兵謀，毫無補益，自覺無功而享厚祿，於心實覺不安，非敢虛讓”。嗣德帝批示“本朝欽定未封王爵，蓋未有其人適其時，致猶有待也。二叔勿辭，以慰朕敬老惇親至意”。嗣德三十一年（1878年）春，恰逢嗣德帝五旬大壽，晉封壽春郡王為壽春王（越南语：／）。嗣德三十三年（1880年），第七子壽春郡公阮福洪去世，壽春王因而成疾。嗣德三十六年（1883年），嗣德帝去世，遺命壽春王與綏理郡王阮福綿寊輔政。
咸宜元年（1885年），咸宜帝出奔抗法，國內無主，壽春王奉兩宮懿旨權攝國政，並奏請准許綏理、海寧、弘化諸公復爵回京。同年秋，景宗即位，壽春王上疏請求歸政，獲景宗賞賜。同慶元年（1886年）冬，壽春王去世，壽七十七歲，同慶帝悼朝三日，命皇親公賜祭，諡端恪（越南语：／）。陵寢建在香茶縣富春總陽春社地分，祠堂建在東池。

## 著作
壽春王著有《明命宮詞》、《靜明愛芳詩集》等。

## 家庭
子女共有144人，子78人，女66人，比父親明命帝還多。

### 子
- 長子蒙恩亭侯阮福洪浚（1827年2月24日－1863年7月3日），封蒙恩亭侯。妻陳氏姬，有1子3女
  - 孫阮福膺清
- 次子阮福洪淵，有4子5女
- 三子阮福洪添（1831年8月30日－1879年9月27日），妻陳氏莊，有6子2女
- 四子阮福洪滐（1833年6月4日－1834年7月18日）
- 五子阮福洪湋（1833年12月2日－1843年2月12日）
- 六子阮福洪𣴃（1834年3月23日－1863年4月17日），有2子
- 七子壽春郡公阮福洪洁（1834年8月18日－1880年6月13日），初襲亭侯，嗣德二十四年襲封壽春縣公，三十一年襲封壽春郡公，三十三年去世。妻黎氏立，有5子
  - 孫阮福膺濠（1864年7月5日－1922年12月4日），襲封壽春鄉公，有6子11女
- 八子阮福洪𣱽（1834年8月21日－1837年3月17日）
- 九子阮福洪潭（1835年1月24日－1885年5月26日），有3子3女
- 十子阮福洪津（1835年11月4日－1836年5月3日）
- 十一子阮福洪泙（1836年7月27日－1836年12月23日）
- 十二子助國卿阮福洪沾（1837年8月5日－1903年3月27日），有5子7女
- 十三子阮福洪潪（1837年1月15日－1837年11月23日）
- 十四子阮福洪溗（1838年4月14日－1838年6月17日）
- 十五子奉國卿阮福洪涵（1839年1月25日－1891年2月18日）
- 阮福洪液（1839年2月25日－1839年5月1日）
- 阮福洪濉（1839年2月27日－1910年4月5日），有3子2女
- 阮福洪潤
- 阮福洪𣼧（1839年5月29日－1843年4月25日）
- 阮福洪澄（1840年4月2日－1902年3月22日），有6子1女
- 阮福洪汸（1840年5月15日－1890年2月5日），有3女
- 阮福洪浢（1840年11月21日－1883年11月16日），有2子3女
- 阮福洪𣽚（1841年1月21日－1842年11月18日）
- 阮福洪瀚（1841年5月14日－1842年11月18日）
- 阮福洪湧（1841年8月3日－1889年），有4子3女
- 阮福洪潠（1842年3月8日－1845年3月12日）
- 阮福洪潒（1842年8月4日－1845年5月9日）
- 阮福洪湉（1842年8月19日－1843年7月8日）
- 阮福洪洗（1844年4月9日－1853年5月22日）
- 阮福洪淨（1844年4月18日－1887年1月8日）
- 阮福洪溏（1844年4月18日－1869年2月19日）
- 阮福洪𣼥（1845年1月7日－1887年3月11日），有1子2女
- 三十四子助國尉阮福洪漌（1845年3月6日－1922年11月23日），有4子7女
- 阮福洪濱（1845年7月16日－1916年6月8日），有5子
- 阮福洪漢（1846年9月12日－1853年6月14日）
- 阮福洪湘（1847年2月18日－1911年6月8日），有5子4女
- 阮福洪演（1847年10月4日－1853年4月3日）
- 阮福洪準（1847年10月27日－1853年6月30日）
- 阮福洪湅（1847年10月30日－1849年7月11日）
- 阮福洪涒（1847年12月3日－1849年2月27日）
- 阮福洪游（1848年4月17日－某年8月24日），成泰元年（1889年）過繼給弘化郡王阮福綿𡩀為嗣，改名阮福洪厚
- 阮福洪汗（1848年5月25日－1856年8月12日）
- 阮福洪澜（1849年8月1日－？），有1子5女
- 阮福洪渚（1849年8月28日－1856年8月3日）
- 阮福洪瀅（1850年2月22日－1853年5月19日）
- 阮福洪澶（1850年4月4日－1853年6月11日）
- 阮福洪法（1850年11月7日－1912年3月1日），有1子2女
- 阮福洪涓（1851年6月21日－1884年11月8日），有3子2女
- 阮福洪洓（1854年7月27日－1854年8月29日）
- 阮福洪灦（1855年11月25日－1924年10月30日），有1子1女
- 阮福洪潯（1855年12月12日－1885年8月21日）
- 阮福洪溎（1856年5月19日－1901年4月2日）
- 阮福洪（1856年10月14日－1859年4月9日）
- 阮福洪洨（1858年5月26日－1858年8月3日）
- 阮福洪淥（1859年4月24日－1865年4月24日）
- 阮福洪洸（1859年7月17日－1864年11月19日）
- 六十一子阮福洪渠（1860年1月5日－1897年1月21日）[1]，有3子2女
- 阮福洪浥（1860年6月20日－1863年7月1日）
- 阮福洪淗（1860年10月19日－1914年8月4日），有2子6女
- 阮福洪濃（1860年12月12日－某年11月6日），有6子4女
- 阮福洪湴（1862年2月13日－1862年7月5日）
- 阮福洪淑
- 阮福洪淎（1864年2月13日－1905年8月14日），有1女
- 阮福洪涇（1864年8月2日－1865年8月3日）
- 阮福洪淡
- 阮福洪潡（1867年2月23日－1867年5月29日）
- 阮福洪澐（1869年3月19日－1914年8月16日），有2子3女
- 阮福洪淇（1869年8月29日－1921年6月4日），有5子3女
- 阮福洪渲（1873年3月3日－某年2月12日），有3子1女
- 阮福洪浣（1876年2月29日－1922年），有2子5女

### 女
1. 阮氏玉絳（1828年2月6日－1922年）
2. 阮氏允恭（1829年11月6日－1922年）
3. 阮氏玉瑞（1830年3月30日－1922年）
4. 阮氏碧瑤（1830年8月12日－？）
5. 阮氏織粹（1833年6月3日－1883年11月10日）
6. 阮氏艷質（1833年8月18日－1833年11月1日）
7. 阮氏貞姿（1834年9月27日－1837年8月13日）
8. 阮氏美肇（1835年1月16日－1835年3月5日）
9. 阮氏恬恬（1835年8月1日－1835年11月10日）
10. 阮氏清彬（1835年8月28日－1836年1月12日）
11. 阮氏粉穫（1837年11月12日－1902年7月7日）
12. 阮氏錦心（1838年4月18日－1900年5月30日）
13. 阮氏暹暉（1838年5月22日－1870年12月3日）
14. 阮氏秋意（1838年7月12日－1869年9月1日）
15. 阮氏韶秀（1838年10月6日－1895年8月21日）
16. 阮氏淨鵑（1839年1月17日－1839年3月23日）
17. 阮氏美闔（1839年1月19日－1842年3月14日）
18. 阮氏艷莊（1839年5月18日－1839年8月14日）
19. 阮氏鴛游（1841年1月20日－1843年6月23日）
20. 阮氏艷球（1841年8月3日－1842年3月22日）
21. 阮氏秋雲（1842年1月10日－1842年4月2日）
22. 阮氏夷情（1842年7月24日－1901年7月8日）
23. 阮氏瑞桂（1842年7月30日－1842年10月3日）
24. 阮氏粹簫（1842年9月1日－1864年9月27日）
25. 阮氏艷麗（1843年1月6日－1843年4月3日）
26. 阮氏素芳（1843年1月21日－1845年7月27日）
27. 阮氏緣隼（1843年2月8日－1843年5月12日）
28. 阮氏柳美（1843年2月16日－1902年4月19日）
29. 阮氏麗鵑（1843年2月28日－1845年4月11日）
30. 阮氏俊美（1844年4月28日－1888年2月22日）
31. 阮氏夏雲（1844年5月5日－？）[2]
32. 阮氏寫音（1846年8月13日－1875年10月21日）
33. 阮氏梅莊（1846年12月3日－1931年10月18日）
34. 阮氏月鵑（1847年2月18日－1849年1月28日）
35. 阮氏月團（1847年6月3日－1885年8月1日）
36. 阮氏菊蕤（1847年8月4日－1895年9月26日）
37. 阮氏吟簪（1847年11月23日－1855年9月1日）
38. 阮氏織錦（1848年11月21日－1898年3月13日）
39. 阮氏春韶（1849年1月14日－1869年6月15日）
40. 阮氏秋暉（1850年9月21日－1853年6月13日）
41. 阮氏秋姚（1851年8月22日－1874年2月16日）
42. 阮氏心頤（1853年10月15日－1857年10月16日）
43. 阮氏鳳簫（1855年1月12日－1855年5月28日）
44. 阮氏世祿（1857年5月18日－1860年9月3日）
45. 阮氏世琴
46. 阮氏淡如（1857年10月19日－1909年10月8日）
47. 阮氏春矣（1859年12月14日－1889年1月12日）
48. 阮氏妙姚（1864年10月25日－？）
49. 阮氏彬美（1865年3月24日－1890年6月25日）
50. 阮氏小桂（1865年4月5日－1913年4月25日）
51. 阮氏祥闈（1866年1月8日－1866年7月7日）
52. 阮氏妙鶯（1867年6月23日－1868年1月29日）
53. 阮氏嗣學（1869年2月11日－1922年11月25日）
54. 阮氏芳貽（1876年8月12日－？）
55. 六十六女阮氏順游（1880年2月19日－1904年7月3日）